# Anthurium luxurians
Anthurium luxurians là một loài thực vật có hoa trong họ Ráy (Araceae). Loài này được Croat & R.N.Cirino mô tả khoa học đầu tiên năm 2005.